# ارگ نوجوی
ارگ نوجوی، روستایی است از توابع دهستان پیراکوه در بخش مرکزی شهرستان جوین استان خراسان رضوی ایران. 

## جمعیت
این روستا در دهستان پیراکوه قرار داشته و بر اساس سرشماری سال ۱۳۸۵ جمعیت آن ۷۶۳ نفر (۱۷۶ خانوار)
بوده است.